# مسييه 99

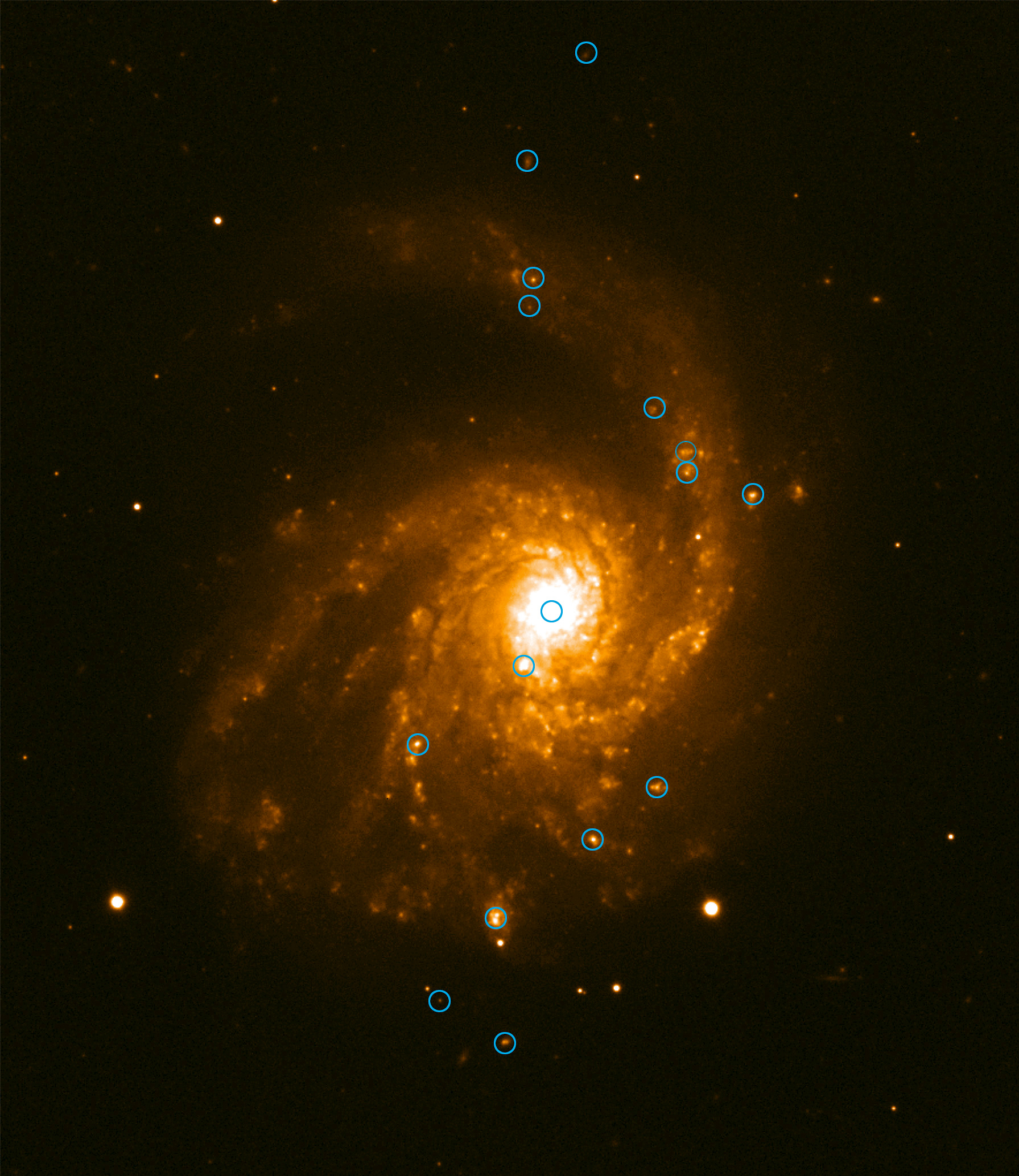
صورة المجرة مسييه 99 ، وتبين العلامات مواقع الغبار الغني بالمعادن.

مسييه 99  أو م99  (بالإنجليزية: Messier 99 أو M99 or أو NGC 4254) هي مجرة حلزونية تبعد نحو 60 مليون سنة ضوئية عن المجموعة الشمسية وتوجد في كوكبة الهلبة.
اكتشفها بيير ميشان عام 1780 ، وقُيدت في فهرس مسييه للمذنبات عام 1781 . وترجع تسميتها NGC 4254 إلى الفهرس العام الجديد.
وتبدو أحد أذرعة المجرة مسييه 99 كما لو كان منفصلا عنها. ويوجد سحابة غاز الهيدروجين غير المتأين (متعادل) تربط بين المجرة م99 و المجرة المظلمة VIRGOHI21 . ويبدو أن جاذبية المجرة المظلمة قد أثرت على شكل المجرة مسييه 99  أثناء اقترابهما من بعض في وقت سابق قبل أن يذهب كل منهما إلى طريقهِ. ويعتقد العلماء أنه مع الوقت سوف يعود الذراع المنفصل لمسييه 99 إلى مكانهِ بالقرب من حوصلة المجرة م99.

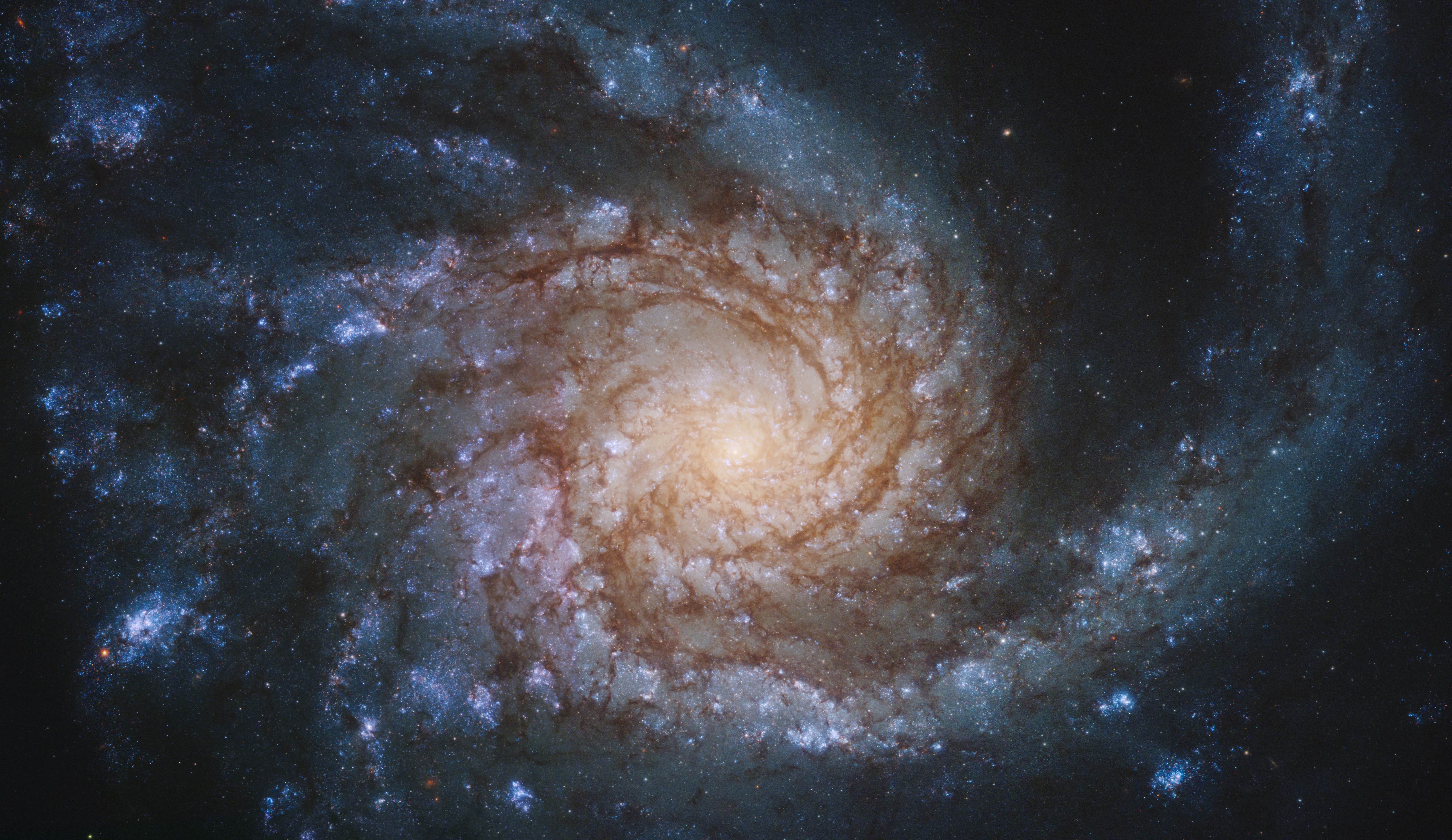
مسييه 99

شوهدت 3 من المسعرات العظمى في المجرة م99 .

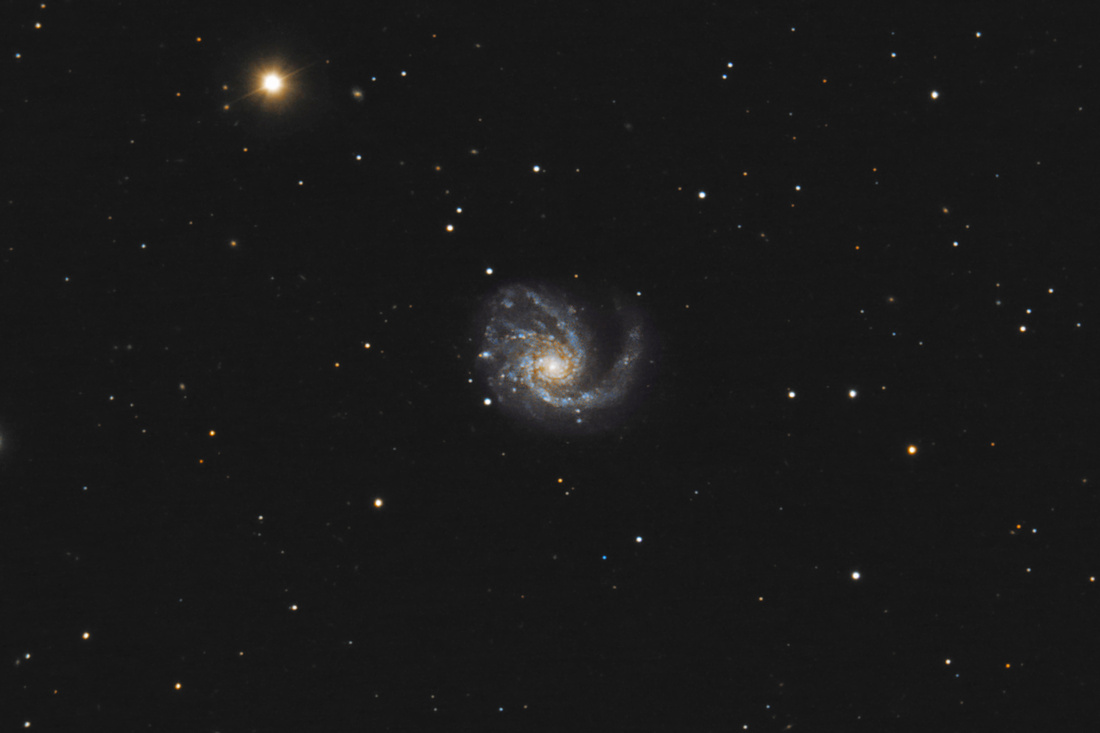
صورة للمجرة مسييه 99 التقطها أحد هواة الفلك.

## اقرأ أيضا
- قائمة أكبر النجوم
- مجرة دولاب الهواء
- علم الفلك للأشعة السينية
- سداسية زايفرت
- سكوربيوس إكس-1
- قزم أبيض
- عملاق أحمر
- نجم
- نجم نيوتروني
- مجرة
- الانفجار العظيم
- خط زمني للانفجار العظيم
- ثقب أسود
- نابض
- نجم متغير
- متغير سيفيدي
- نجم الدجاجة إكس-1

## وصلات خارجية
- موقع الكون في الإنترنت.